# كرة الفيفا الذهبية 2012
كرة الفيفا الذهبية 2012 هي جائزة تمنح لأفضل لاعب كرة قدم في العالم خلال سنة 2012.
حفل توزيع الجوائز لهذه السنة هو الحفل رقم 57 للنسخة الأولى من الكرة الذهبية منذ عام 1956 و منذ سنة 2010 أصبحت مشتركة بين الفيفا ومجلة فرانس فوتبول تحت اسم كرة الفيفا الذهبية.
سيعقد الحفل في عام 2013 في ضوء منافسات دولية عديدة مثل كأس الأمم الأفريقية لكرة القدم 2012 وكأس الأمم الأوروبية لكرة القدم 2012، و كرة القدم في الألعاب الأولمبية الصيفية 2012.

## الكرة الذهبية
قائمة مختصرة من 23 لاعبا تم إعدادها من من قبل أعضاء لجنة فيفا و فريق من الخبراء من مجلة مجلة فرانس فوتبول. صحفيون ومدربو و قادة المنتخبات الوطنية سيصوتون للفائز بجائزة كرة الفيفا الذهبية من هذه القائمة.أعلنت القائمة يوم 29 أكتوبر 2012 . تم تخفيض القائمة إلى ثلاثة لاعبين يوم 29 نوفمبر 2012.
اللاعبين الثلاث المرشحين للفوز بكرة الفيفا الذهبية 2012 هم :
| الترتيب | اللاعب            | الفريق       | نسبة التصويت |
| ------- | ----------------- | ------------ | ------------ |
| 1       | ليونيل ميسي       | نادي برشلونة | 41,60 ٪      |
| 2       | كريستيانو رونالدو | ريال مدريد   | 23,68 ٪      |
| 3       | أندريس إنييستا    | نادي برشلونة | 10,91 ٪      |

قائمة المرشحين:
| اسم اللاعب          | النادي                         | المنتخب الوطني |
| ------------------- | ------------------------------ | -------------- |
| سيرخيو أغويرو       | مانشستر سيتي                   | الأرجنتين      |
| ماريو بالوتيلي      | مانشستر سيتي                   | إيطاليا        |
| كريم بن زيما        | ريال مدريد                     | فرنسا          |
| جانلويجي بوفون      | نادي يوفنتوس                   | إيطاليا        |
| سيرجيو بوسكيتس      | نادي برشلونة                   | إسبانيا        |
| إيكر كاسياس         | ريال مدريد                     | إسبانيا        |
| ديدييه دروغبا       | نادي تشيلسي نادي شنغهاي شينهوا | كوت ديفوار     |
| راداميل فالكاو      | أتلتيكو مدريد                  | كولومبيا       |
| زلاتان إبراهيموفيتش | إيه سي ميلان باريس سان جيرمان  | السويد         |
| مانويل نوير         | بايرن ميونخ                    | ألمانيا        |
| مسعود أوزيل         | ريال مدريد                     | ألمانيا        |
| نيمار               | نادي سانتوس                    | البرازيل       |
| جيرارد بيكي         | نادي برشلونة                   | إسبانيا        |
| أندريا بيرلو        | نادي يوفنتوس                   | إيطاليا        |
| سيرخيو راموس        | ريال مدريد                     | إسبانيا        |
| واين روني           | مانشستر يونايتد                | إنجلترا        |
| يايا توريه          | مانشستر سيتي                   | كوت ديفوار     |
| روبن فان بيرسي      | نادي آرسنال مانشستر يونايتد    | هولندا         |
| تشابي ألونسو        | ريال مدريد                     | إسبانيا        |
| تشافي               | نادي برشلونة                   | إسبانيا        |

## مدرب السنة فيفا لكرة القدم رجال

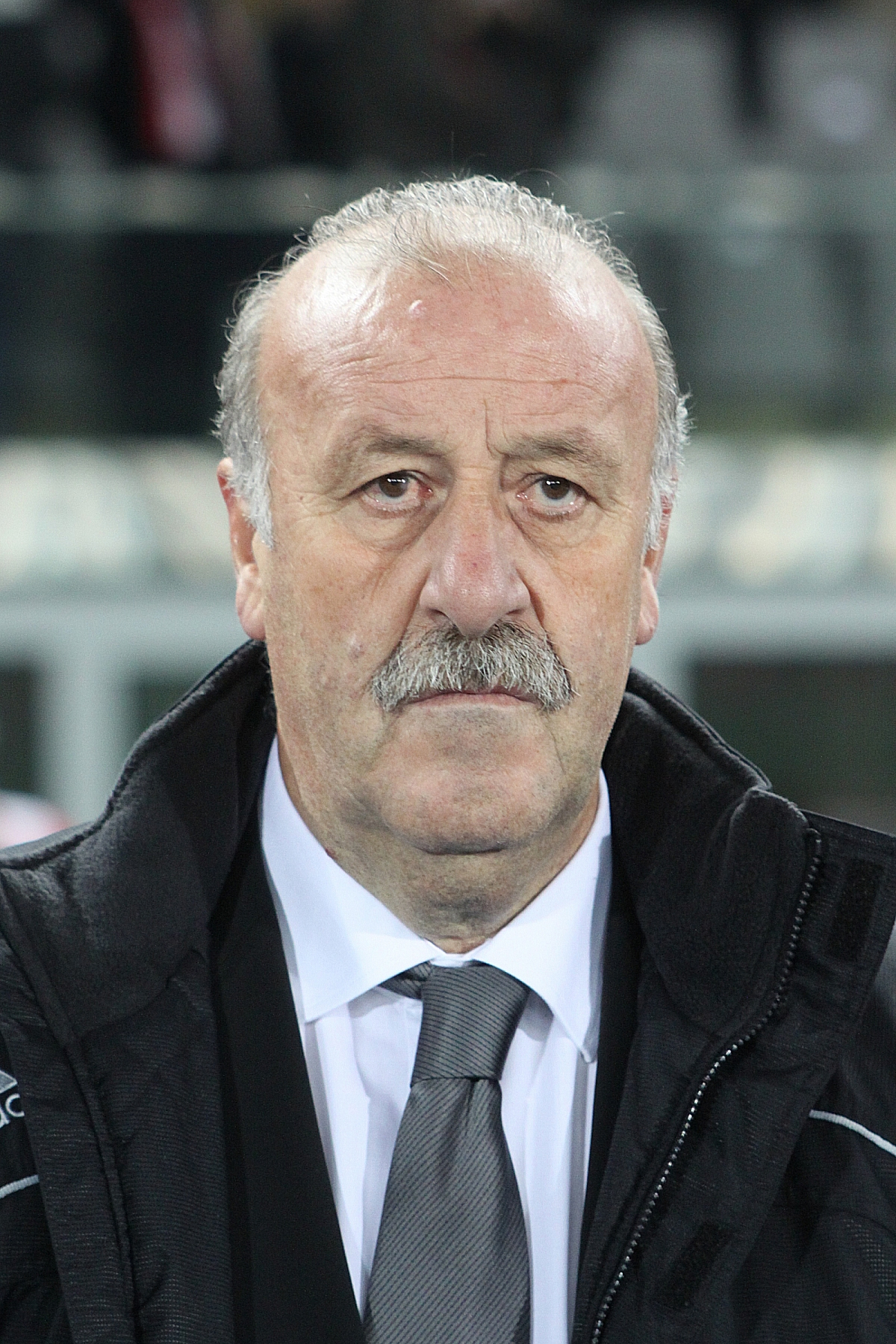
فيسنتي ديل بوسكي يحصل على جائزة الفيفا لأحسن مدرب سنة 2012

النهائي:
| الترتيب | المدرب           | النادي/المنتخب | النسبة المئوية |
| ------- | ---------------- | -------------- | -------------- |
| 1       | فيسنتي ديل بوسكي | منتخب إسبانيا  | 34,51 %        |
| 2       | جوزيه مورينيو    | ريال مدريد     | 20.49 %        |
| 3       | جوسيب غوارديولا  | نادي برشلونة   | 12.91 %        |

قائمة المرشحين:
| المدرب           | النادي/المنتخب   |
| ---------------- | ---------------- |
| فيسنتي ديل بوسكي | منتخب إسبانيا    |
| روبيرتو دي ماتيو | نادي تشيلسي      |
| أليكس فيرغسون    | مانشستر يونايتد  |
| جوسيب غوارديولا  | نادي برشلونة     |
| يوب هاينكس       | بايرن ميونخ      |
| يورغن كلوب       | بوروسيا دورتموند |
| يواخيم لوف       | منتخب ألمانيا    |
| روبيرتو مانشيني  | مانشستر سيتي     |
| جوزيه مورينيو    | ريال مدريد       |
| تشيزري برانديلي  | منتخب إيطاليا    |

## فريق الفيفا/فيفبرو
| كاسياس ألفيس بيكي راموس مارسيلو أنييستا ألونسو تشافي ميسي فالكاو رونالدو |

| المركز | الاعب             | الجنسية   | النادي        |
| ------ | ----------------- | --------- | ------------- |
| GK     | إيكر كاسياس       | إسبانيا   | ريال مدريد    |
| DF     | دانييل ألفيس      | البرازيل  | برشلونة       |
| DF     | جيرارد بيكي       | إسبانيا   | برشلونة       |
| DF     | مارسيلو           | البرازيل  | ريال مدريد    |
| DF     | سيرجيو راموس      | إسبانيا   | ريال مدريد    |
| MF     | تشابي ألونسو      | إسبانيا   | ريال مدريد    |
| MF     | تشافي هيرنانديز   | إسبانيا   | برشلونة       |
| MF     | أندريس أنييستا    | إسبانيا   | برشلونة       |
| FW     | ليونيل ميسي       | الأرجنتين | برشلونة       |
| FW     | راداميل فالكاو    | كولومبيا  | أتلتيكو مدريد |
| FW     | كريستيانو رونالدو | البرتغال  | ريال مدريد    |

## جائزة بوشكاش لأفضل هدف
| الترتيب | اسم اللاعب     | الجنسية  | النادي/المنتخب الوطني | النسبة |
| ------- | -------------- | -------- | --------------------- | ------ |
| 1       | ميروسلاف ستوتش | سلوفينيا | نادي فنربخشة          | 78%    |
| 2       | نيمار          | البرازيل | نادي سانتوس           | 15%    |
| 3       | راداميل فالكاو | كولومبيا | أتليتكو مدريد         | 7%     |

## جائزة الفيفا للعب النظيف
- اتحاد أوزبكستان لكرة القدم

## مقالات ذات صلة
- كرة الفيفا الذهبية
- الفيفا
- مجلة فرانس فوتبول